# Хагуей-Гранде
Хагуей-Гранде (ісп. Jagüey Grande) — місто та адміністративний центр однойменного муніципалітету в провінції Матансас.

## Географія
Хагуей-Гранде знаходиться в центральній частині провінції Матансас. На південному-заході межує з природоохоронною територією Сапата, що знаходиться на однойменному півострові.
У муніципалітеті переважають реліктові червоно-жовті фералітні ґрунти. Рельєф є плоским, південь муніципалітету є болотистим.

## Клімат
| Кліматограма Хагуей-Гранде                                                                      | Кліматограма Хагуей-Гранде | Кліматограма Хагуей-Гранде | Кліматограма Хагуей-Гранде | Кліматограма Хагуей-Гранде | Кліматограма Хагуей-Гранде | Кліматограма Хагуей-Гранде | Кліматограма Хагуей-Гранде | Кліматограма Хагуей-Гранде | Кліматограма Хагуей-Гранде | Кліматограма Хагуей-Гранде | Кліматограма Хагуей-Гранде |
| ----------------------------------------------------------------------------------------------- | -------------------------- | -------------------------- | -------------------------- | -------------------------- | -------------------------- | -------------------------- | -------------------------- | -------------------------- | -------------------------- | -------------------------- | -------------------------- |
| С                                                                                               | Л                          | Б                          | К                          | Т                          | Ч                          | Л                          | С                          | В                          | Ж                          | Л                          | Г                          |
| 15 27 15                                                                                        | 41 29 18                   | 45 31 17                   | 141 34 19                  | 225 33 20                  | 298 29 21                  | 233 29 21                  | 226 29 22                  | 217 27 21                  | 198 27 21                  | 35 28 17                   | 28 25 16                   |
| Середня макс. і мін. температури повітря (°C) Атмосферні опади (мм), за рік : 1702 мм. Джерело: |                            |                            |                            |                            |                            |                            |                            |                            |                            |                            |                            |

У Хагуей-Гранде саванний клімат, з двома чітко вираженими сезонами: сезон дощів — з травня по жовтень, та посушливий — з листопада по квітень.
Середньорічна температура становить +24 °C. Самий спекотний місяць травень, коли середня температура становить +26 °C, самий холодний — грудень, з середньою температурою +20 °С. Середнє річне кількість опадів становить 1700 міліметрів. Найбільше випає опадів у червні, в середньому 298 мм, найпосушливіший — лютий, з 15 мм опадів.

## Економіка

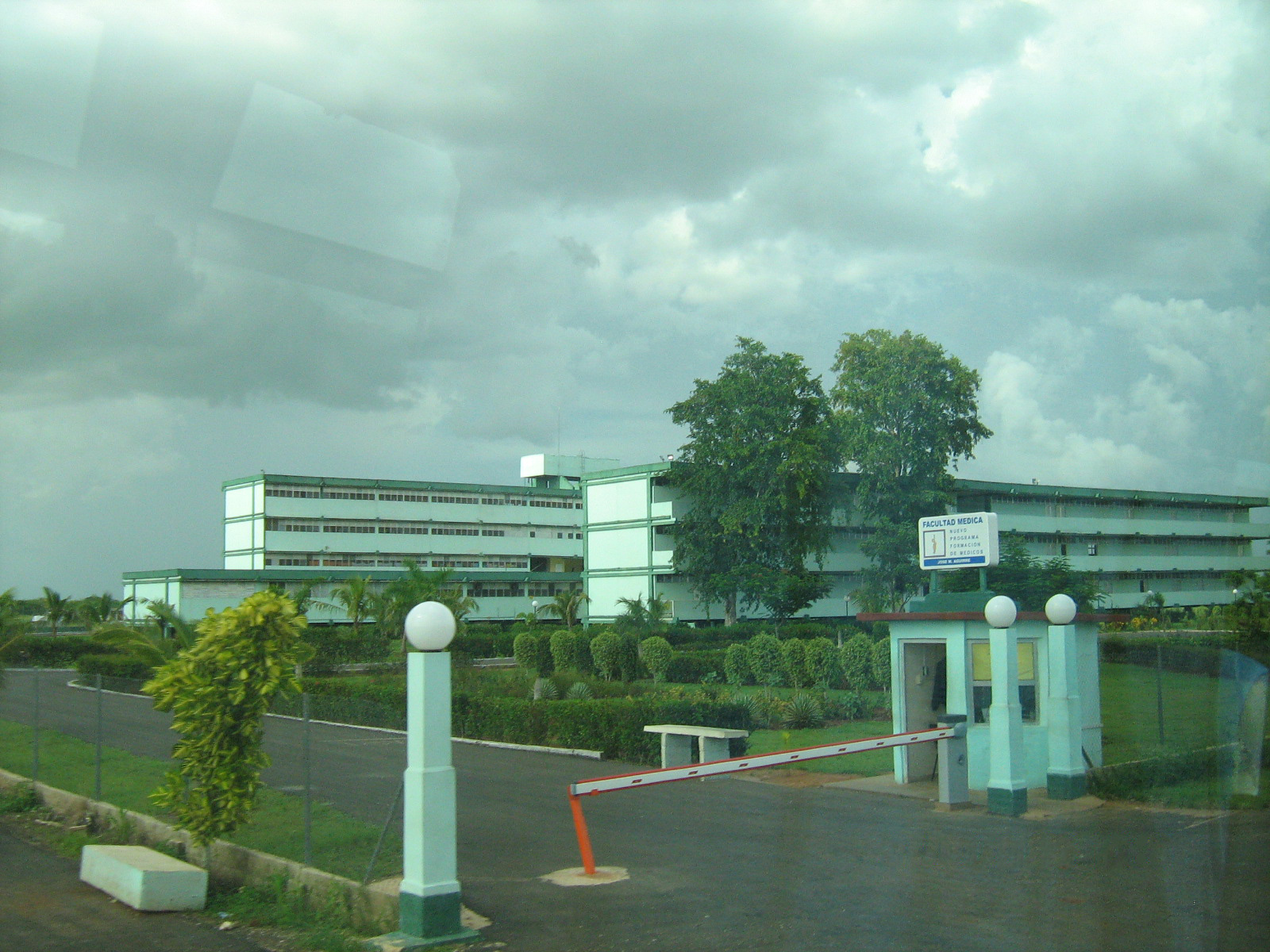
Головний корпус «Хосе Марії Агірре (Т-9)»

Основу економіки становить сільське господарство. У муніципалітеті вирощують цитрусові, працює комбінат по переробці цитрусових «Héroes de Girón». 66,8 % земель Хагуей-Гранде зайняті під вирощування цитрусових та цукрової тростини.

## Освіта
У муніципалітеті діє 70 шкіл (2010 р.). Також є медичний ЗВО «Хосе Марії Агірре (Т-9)».

## Відомі люди
- Хосе Агустін Акоста-і-Белло — видатний кубинський поет, працював у 1918 році.
- Ігнасіо Карденас Акунья — кубинський письменник, що писав у детективному жанрі.

Уродженці
- Маріо Гарсія Менокаль — кубинський державний, військовий та політичний діяч, інженер. Генерал-майор Визвольної армії Куби. 3-й Президент Куби (20 травня 1913 — 20 травня 1921).
- Хайме Лукас Ортега-і-Аламіно — кубинський кардинал, архієпископ та митрополит Гавани з 1981 року.